# قلعه رستم خوسف
قلعه رستم خوسف در شهرستان خوسف، روستای گنج قرار دارد. این قلعه بر روی تپه‌ای رفیع که بر جلگه خوسف و دشت ماژان مشرف است، واقع شده است و از جمله قلعه‌های اصلی اسماعیلیان قهستان می‌باشد که ساخت ابتدایی آن به دوره ساسانیان مربوط می‌شود و بعدها توسط اسماعیلیان قلعه بازسازی و مورد استفاده مجدد قرار گرفت که در برخی متون قلعه رستم بعنوان قلعه دختر نیز نامیده شده‌است.
این اثر در تاریخ ۲۳ شهریور ۱۳۸۲ با شمارهٔ ثبت ۱۰۱۸۵ به‌عنوان یکی از آثار ملی ایران به ثبت رسیده است.